# Folhosa
Folhosa (en francès Fouillouse) és un municipi francès situat al departament dels Alts Alps i a la regió de Provença – Alps – Costa Blava.

## Demografia
| 1831                                       | 1962 | 1968 | 1975 | 1982 | 1990 | 1999 | 2006 | 2015 |
| ------------------------------------------ | ---- | ---- | ---- | ---- | ---- | ---- | ---- | ---- |
| 239                                        | 92   | 87   | 87   | 95   | 124  | 138  | 170  | 236  |
| Des de 1962: població sense dobles comptes |      |      |      |      |      |      |      |      |

## Administració
| Període   | Identitat      | Partit |
| --------- | -------------- | ------ |
| 2001-2008 | Alain Jaume    |        |
| 2008-2014 | André Bontemps |        |
| 2014-2026 | Serge Ayache   |        |